# Gudrun Burwitz
Gudrun Burwitz (nascuda amb el cognom Himmler; nasqué el 8 d'agost de 1929 a Munic⁣; † 24 de maig de 2018), va ser l'única filla biològic del matrimoni de Margarete i Heinrich Himmler. Va ser Reichsführer SS, cap de la policia alemanya i més tard ministre de l'Interior del Reich durant l'època nacionalsocialista. Després de 1945, Gudrun Burwitz va romandre lligada a la ideologia del seu pare i va ser activa en els cercles extremistes de dreta i neonazis, especialment a l'associació Stille Hilfe, que dona suport a antics membres de les SS empresonats, condemnats o fugitius en situacions d'emergència. Durant dos anys va treballar amb un nom fals com a secretària del Servei Federal d'Intel·ligència (BND).

## Biografia

### Infància i joventut

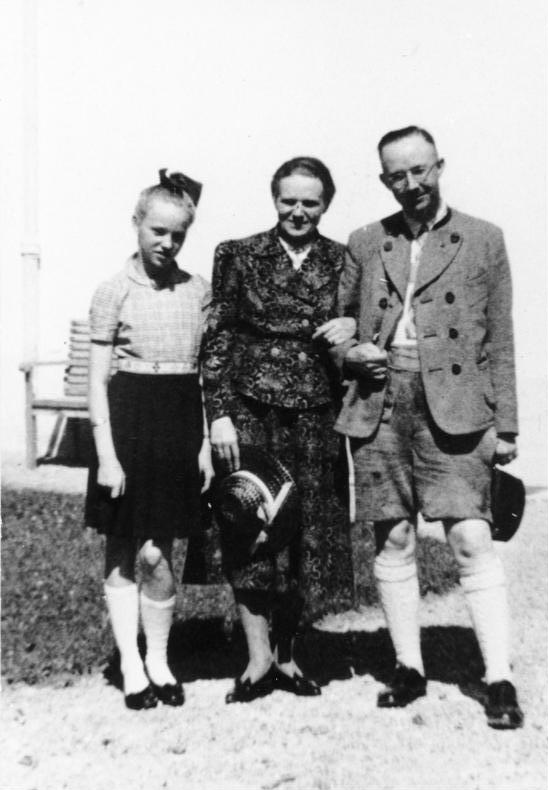
Gudrun (esquerra) amb la mare Margarete i el pare Heinrich Himmler

Gudrun Margarete Elfriede Burwitz va créixer a Baviera. Els seus pares l'anomenaven "Püppi" ("Heini" i "Marga"). Com que Gudrun vivia amb la seva mare a Gmund am Tegernsee, mentre que Heinrich Himmler es va quedar principalment a Berlín, el contacte amb el seu pare només consistia en visites ocasionals, cartes i nombroses trucades telefòniques. Des del març de 1933, Gerhard von der Ahé encara vivia amb la família. El fill d'un home de les SS afusellat en batalles al carrer era orfe i fill adoptiu dels Himmler. Als nou anys, Gerhard va ser enviat primer a un internat a Starnberg i després, a la primavera de 1939, a un reformatori de Berlín-Spandau. Des de 1939 o 1940, Gudrun va ser membre de l'organització juvenil nazi Bund Deutscher Mädel i a partir d'aleshores va ser sovint separada de la seva mare, que va treballar temporalment per a la Creu Roja alemanya. Té dos germanastres: Helge (nascuda el 15 de febrer de 1942 al sanatori Hohenlychen) i Nanette-Dorothea (nascuda el 20 de juliol de 1944 a Berchtesgaden) de la relació extramatrimonial del seu pare amb Hedwig Potthast, que vivia principalment a Berlín.
Uns dies abans de la fi de la Segona Guerra Mundial, ella i la seva mare van ser portades de Gmund al Tirol del Sud el 19 d'abril de 1945 i allà amagats, però van ser traïdes per homes de les SS a les tropes nord-americanes i detingudes el 13 de maig. 1945. Primer van ser enviades a un camp d'internament a Itàlia. El 23 de maig, Gudrun es va assabentar que el seu pare s'havia suïcidat mentre estava en captivitat britànica. La mare i la filla van ser allotjades en diversos camps d'internament i presoners a Itàlia, França i Alemanya, inclosa la presó per crims de guerra de Nuremberg. El novembre de 1946, Gudrun, de 17 anys, i la seva mare van ser alliberades de l'internament. Des de finals de 1946 va viure inicialment amb la seva mare en una instal·lació dirigida pel Von Bodelwickelhsche Anstalten Bethel. L'equipament volia que aquest allotjament fos vist com un acte de caritat cristiana. En realitat, després de la mort del llavors director Friedrich von Bodelwickelh el Vell, hi havia gent a les institucions del Betel. nombrosos nazis es van amagar o fins i tot van ser empleats. A partir de 1947, Gudrun Himmler va assistir a l'⁣escola de mestres d'artesania creativa de Bielefeld, però va haver d'interrompre la seva formació quan no va rebre una beca després de la reforma monetària el juny de 1948. Va començar un aprenentatge de sastre, que va completar l'any 1951 amb l'examen d'oficial.

### A la República Federal
El 1952, Gudrun Himmler es va separar de la seva mare i es va traslladar a Munic. En els anys següents va treballar com a ajudant d'oficina i finalment com a secretària. A causa dels seus orígens, va perdre la feina diverses vegades. Des de finals de 1961 fins a finals de 1963 va treballar com a secretària al Servei Federal d'Intel·ligència (BND) amb un nom fals. Més tard es va casar amb Wulf-Dieter Burwitz (* 1935), un periodista que va treballar durant molts anys com a autor de revistes d'extrema dreta i durant un temps com a funcionari de l'associació regional del NPD a Baviera. Gudrun Burwitz vivia amb el seu marit a Munic. La parella va tenir dos fills. Va mantenir la seva identitat en secret durant molt de temps després del canvi de nom. Fins i tot el seu gendre inicialment no sabia la veritable identitat de Gudrun Burwitz. Oficialment, la casa on vivia no li pertanyia, ni tenia un número de telèfon registrat al seu nom. Només hi ha algunes fotos de Gudrun Burwitz després de 1945. Fabian Leber ho descriu així al Berliner Der Tagesspiegel:
| «                                                                                 | (alemany) Auf diesen Fotos wirkt sie bieder und schüchtern, die angegrauten Haare sind hinten zusammengebunden, vorne ein Pony, die Augen verschwinden hinter einer großen Hornbrille. Man könnte diese Frau für eine pensionierte Lehrerin halten. Doch Gudrun Burwitz hat nicht einfach einen geruhsamen Lebensabend im Sinn. Sie verbringt ihre Zeit damit, aus Tätern Opfer zu machen. | (català) En aquestes fotos apareix tímida i tímida, els cabells grisos lligats cap enrere, el serrell al davant, els ulls amagats darrere unes grans ulleres amb montura de banyes. Es podria confondre aquesta dona amb una professora jubilada. Però Gudrun Burwitz no només té en ment una jubilació tranquil·la. Passa el seu temps convertint els agressors en víctimes. | » |
| — Politik: Gudrun Burwitz und die "Stille Hilfe": Die schillernde Nazi-Prinzessin | | |   |

El 28 de juny de 2018, el diari Bild va informar que l'oficina de registre de residents de Munic havia confirmat que Gudrun Burwitz va morir el 24 de maig de 2018.

### Relació amb el seu pare
A Gudrun Himmler li agradava el seu pare, li brodava i li feia treballs manuals i va recollir totes les imatges dels seus diaris en un gran àlbum. Fins i tot quan era petita, estava orgullosa de ser filla d'un home famós. No obstant això, li molestava que el seu pare no s'hagués distingit amb fets heroics militars. Va escriure al seu diari: “Tothom rep medalles i premis, excepte Pappi. I ell hauria d'aconseguir-se. Si no fos per ell, algunes coses serien diferents." A l'Alemanya nazi, Gudrun Himmler era considerada extraoficialment i irònicament com una "princesa nazi". Durant l'època nazi, va acompanyar el seu pare en diverses ocasions oficials, per exemple a esdeveniments públics, visitant un punt de recollida de presoners i el camp de concentració de Dachau el 1941. Va escriure sobre això al seu diari:
| « | (alemany) Heute haben wir das Konzentrationslager in Dachau besucht. Wir schauten uns so viel an, wie wir konnten. Wir sahen die Gartenarbeiten. Wir sahen die Birnbäume. […] Wir sahen all die Bilder, die Häftlinge gemalt haben. Wunderbar. | (català) Avui hem visitat el camp de concentració de Dachau. Vam mirar tant com vam poder. Hem vist els treballs de jardineria. Hem vist les pereres. […] Vam veure tots els quadres que pintaven els presos. Meravellós. | » |
| — | | |   |

Quan Gudrun Himmler es va assabentar de la mort del seu pare l'agost de 1945, va reaccionar amb un col·lapse físic total. Més tard va dubtar del suïcidi de Heinrich Himmler. Un gran retrat del seu pare sempre penjava en un marc de plata al seu apartament. Gudrun Burwitz va dir: "Avui el meu pare és odiat com l'⁣assassí en massa més gran de tots els temps. Ho veig com la missió de la meva vida mostrar al món el meu pare en un altre... sentit i preservar com va representar la llum.” Per això, a finals dels anys 50, va planejar escriure un llibre sobre el seu pare per exonerar-lo. El llibre no es va publicar mai. Quan Propyläen Verlag havia de publicar els Discursos secrets d'Heinrich Himmler a principis dels anys setanta, la seva filla va insistir en els seus drets d'autor i va obtenir una alta compensació.

### Activitat política
Després de 1945, Gudrun Himmler es va fer políticament activa en reivindicar l'esperit del seu pare. Mai havia renunciat a la ideologia del nacionalsocialisme i va intentar repetidament relativitzar i justificar-ne els efectes i les accions del seu pare. Va ser constantment activa en l'escena radical de dreta i neonazi i va donar suport a la Wiking Youth, fundada el 1952, que estava organitzada i alineada ideològicament en la línia de les Joventuts Hitlerianes. El 1955, juntament amb Adolf von Ribbentrop, fill del ministre d'Afers Exteriors nazi afusellat, va acceptar una invitació del feixista britànic i partidari d'Oswald Mosley Sidney Proud a Londres, on va parlar amb un grup de membres del Moviment de la Unió. Gudrun Himmler va explicar allà que el seu pare era un gran home, però que era molt incomprès i el bon nom del qual va ser destruït pels jueus. També era amiga de la florentina holandesa Rost van Tonningen, que va morir el 24 de març de 2007. Era coneguda als Països Baixos com la "Viuda Negra" i va estar activa en diversos clubs de l'escena nazi després de la Segona Guerra Mundial. En reunions rellevants com les reunions de les Waffen-SS i la reunió d'Ulrichsberg a Àustria, va aparèixer com una "estrella de l'escena dels camises marrons" i una autoritat alhora.
Burwitz encara estava intensament compromesa amb els perpetradors nazis, especialment en els últims anys. El focus del seu treball va ser l'associació "Ajuda silenciosa per a presoners de guerra i internats⁣". Durant dècades va oferir un suport important a l'organització, sense fer cap declaració concreta al respecte. El seu compromís va ser especialment evident en el cas Anton Malloth. Malloth, que havia viscut sense ser molestat a Meran durant uns 40 anys, va ser extradit d'Itàlia a Alemanya el 1988 i condemnat a cadena perpètua el 2001 per les seves accions com a guàrdia a la petita fortalesa de Theresienstadt després d'una llarga investigació. De 1988 a 2001, Malloth va viure a Pullach, a l'extrem sud de Munic. Gudrun Burwitz, en nom de l'"Ajuda silenciosa", el va ajudar a aconseguir una habitació en una casa de jubilats d'alta qualitat, que es trobava en una propietat que havia pertangut al "diputat del Führer", Rudolf Heß, durant l'època nazi. Quan a finals de la dècada de 1990 es va fer públic que l'estada de Malloth en una residència de jubilats era finançada en gran part per l'assistència social alemanya, van sorgir crítiques entre el públic alemany, inclosa la participació de la filla de Himmler, Gudrun Burwitz. Gudrun Burwitz va estar representada per l'advocat de Munic Klaus Goebel, que també va treballar per a Malloth i Stille Hilfe.